# Nikolai Astrup (Politiker)

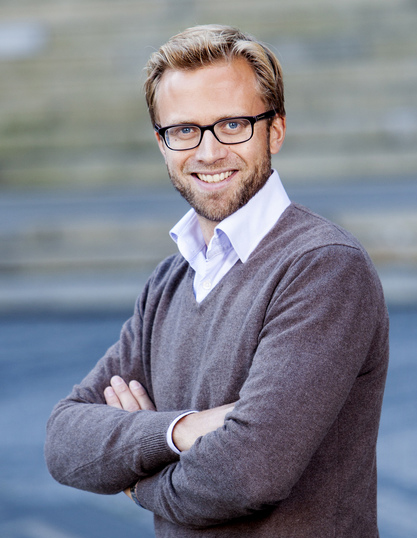
Nikolai Astrup, 2012

Nikolai Eivindssøn Astrup (* 12. Juni 1978 in Oslo) ist ein norwegischer Politiker der konservativen Partei Høyre. Von Januar 2018 bis Januar 2019 war er der Entwicklungsminister und von Januar 2019 bis Januar 2020 der Digitalisierungsminister seines Landes. Von Januar 2020 bis Oktober 2021 war er Norwegens Kommunal- und Modernisierungsminister und seit 2009 ist er Abgeordneter im Storting.

## Leben

### Herkunft und Ausbildung
Nikolai Astrup ist Sohn von Vibeke Astrup und dem norwegischen Unternehmer und Høyre-Mitglied Eivind Astrup. Bis 1994 besuchte er Schulen in Oslo, dann ging er bis 1995 auf das private Schweizer Internat Le Rosey. 1997 schloss er in Norwegen die Schule mit dem International Baccalaureate ab. Im Jahr 2000 erlangte er einen Bachelor-Abschluss in International Relations, 2005 einen Master-Abschluss in European Politics and Governance an der London School of Economics. Zwischen 2001 und 2008 war er Redakteur bei der norwegischen politischen Zeitschrift Minerva, von 2005 bis 2006 war er außerdem wissenschaftlicher Assistent an der London School of Economics.

### Politische Karriere
Von 2002 bis 2004 war Astrup Vorsitzender der Jugendpartei Unge Høyre in Oslo. Zwischen 2006 und 2008 war er als politischer Ratgeber der Høyre-Fraktion tätig. Von 2008 bis 2012 war er stellvertretender Vorsitzender seiner Partei in Oslo, 2012 wurde er sowohl zum ersten Vorsitzenden in Oslo als auch Mitglied der landesweiten Parteispitze.
Bei der Parlamentswahl 2009 zog Astrup erstmals in das norwegische Nationalparlament Storting ein, wo er den Wahlkreis Oslo vertritt. Von 2009 bis 2015 saß er im Energie- und Umweltausschuss, ab 2013 war er dessen stellvertretender Vorsitzender. In der Zeit zwischen Januar 2016 und September 2017 war er Vorsitzender des Transportausschusses und von Oktober 2017 bis Januar 2018 des Finanzausschusses. Astrup fungierte von Oktober 2013 bis Januar 2018 als stellvertretender Fraktionsvorsitzender seiner Partei.
Am 17. Januar 2018 wurde er nach dem Beitritt der Partei Venstre zur Regierung Solberg und der damit verbundenen Regierungsumbildung zum Entwicklungshilfeminister ernannt. Dieser Ministerposten war im Außenministerium angesiedelt. Nach einem erneuten Regierungsumbruch, der mit dem Regierungsbeitritt der Kristelig Folkeparti (KrF) kam, wechselte er im Januar 2019 ins Kommunal- und Modernisierungsministerium, wo er das Amt des Digitalisierungsministers übernahm. Am 24. Januar 2020 erfolgte der Aufstieg zum Kommunal- und Modernisierungsminister, als welcher er das Ministerium auch leitet. Seine Amtszeit endete am 14. Oktober 2021 mit dem Abtritt der Regierung Solberg.
Nachdem er als Mitglied der Regierung sein Mandat im Storting hatte ruhen lassen müssen, kehrte er im Oktober 2021 nach der Parlamentswahl 2021 in das Storting zurück. Dort wurde Astrup Teil des Energie- und Umweltausschusses. Im Juni 2024 wechselte er während der laufenden Legislaturperiode in den Wirtschaftsausschuss.

### Privates
Astrup ist verheiratet und hat drei Kinder. Er zählt zu den reichsten Politikern Norwegens. Er hält etwa 25 % der Anteile der Investmentgesellschaft Pactum, die sein Vater gründete.

## Politische Positionen
Während seiner Zeit als Vorsitzender der konservativen Jugendpartei von Oslo schlug Astrup 2003 vor, Heroin an Drogensüchtige in Oslo zu verteilen, um so unter anderem Prostitution zu bekämpfen. Er sprach sich zudem dafür aus, Sozialleistungen nur noch in den Heimatgemeinden und nicht am Aufenthaltsort auszuzahlen, um somit den Zuzug von Drogensüchtigen nach Oslo einzudämmen. Im Jahr 2017 übernahm Astrups Partei den Vorschlag in ihr Parteiprogramm.
Im November 2018 forderten einige Politiker und Wissenschaftler, die finanzielle Unterstützung Tansanias zu beenden, nachdem dort eine Massenverhaftung von Schwulen und Lesben stattgefunden hatte. Astrup, der zu dem Zeitpunkt Entwicklungsminister war, lehnte dies ab, da er der Meinung war, dass das die Situation verschlimmern würde: Die Streichung würde vor allem den Armen schaden und somit den Hass gegen Mitglieder der LGBT-Gemeinschaft nur verstärken. Außerdem würde ein Großteil des Geldes an Menschenrechtsorganisationen und nicht an den Staat Tansania selbst fließen.